# NGC 2067
NGC 2067 ist ein Reflexionsnebel im Sternbild Orion. Das Objekt wurde im Jahre 1876 von Wilhelm Tempel entdeckt und beschreibt den nördlichen Teil von M78.